# مرکز اطلاعات رزمی

نمایشگر نشانگر موقعیت نقشه که نمایشگر قطبی و رادار را نشان می‌دهد. یک نمایشگر رادار، ویژگی‌های ناهمواری‌های زمین را نشان می‌دهد و به طور قابل تشخیصی شبیه نقشه به نظر می‌رسد و از دریا، به خوبی با ویژگی‌های زمینی نقشه‌های دریایی محلی مطابقت دارد و پژواک‌های راداری را به کشتی در دریا ارسال می‌کند.

مرکز اطلاعات رزمی (انگلیسی: Combat information center) اتاقی در یک کشتی جنگی یا هواپیمای آواکس است که به عنوان یک مرکز تاکتیکی عمل می‌کند و اطلاعات پردازش‌شده را برای فرماندهی و کنترل فضای نبرد نزدیک یا منطقه عملیات فراهم می‌کند. در سایر فرماندهی‌های نظامی، اتاق‌هایی که عملکردهای مشابهی را انجام می‌دهند، به عنوان مراکز فرماندهی شناخته می‌شوند.
صرف نظر از کشتی یا محل فرماندهی، هر مرکز اطلاعات فرماندهی، اطلاعات نظامی را به شکلی راحت‌تر و قابل استفاده‌تر برای فرمانده مسئول، سازماندهی و پردازش می‌کند. هر مرکز اطلاعات فرماندهی، ارتباطات و داده‌های دریافتی را از طریق کانال‌های متعدد هدایت می‌کند، که سپس سازماندهی، ارزیابی، وزن‌دهی و مرتب می‌شوند تا جریان اطلاعات به موقع و منظم را به کارکنان فرماندهی نبرد تحت کنترل افسر اطلاعات و معاونان او ارائه دهند.